# Жилло, Франсуа-Ксавье
Франсуа-Ксавье Жилло (фр. François-Xavier Gillot; 12 сентября 1842, Отён, Бургундия — 8 октября 1910, там же) — французский ботаник, миколог, врач.

## Биография
До 1865 года изучал медицину в Париже. Вернувшись в 1869 году в Отён, работал врачом кардинала Перро, судебным врачом и врачом железнодорожной компании Париж-Лион-Средиземное море
Увлекался ботаникой. Собрал значительный гербарий, некоторые растения которого ныне носят его имя. Член Французского ботанического общества с 1876 года.
Был членом 19 научных обществ. 25 лет руководил Музеем естественной истории Отёна. Был основателем и председателем Общества естественной истории Отёна.
Удостоен золотой медали Академии Дижона.

## Некоторые научные открытия в области микологии
- Asteraceae Carduus nutans L. subsp. alpicola (Gillot)
- Asteraceae Cirsium richterianum Gillot. 1881
- Asteraceae Cirsium richterianum Gillot subsp.
- Asteraceae Cirsium richterianum Gillot subsp. giraudiasii
- Cyperaceae Carex tourletii Gillot. 1903
- Illecebraceae Scleranthus fasciculatus Gillot & HJCoste. 1894
- Illecebraceae Scleranthus polycarpos L. subsp. ruscinonensis (Gillot & HJCoste)
- Illecebraceae Scleranthus pumilus (Gillot & HJCoste). 1892
- Illecebraceae Scleranthus ruscinonensis (Gillot & HJCoste). 1892
- Illecebraceae Scleranthus ruscinonensis (Gillot & HJCoste)
- Lamiaceae Mentha bellojocensis Gillot. 1881
- Lamiaceae Mentha lycopifolia Gillot. 1883
- Leguminosae Oxytropis foucaudii Gillot. 1894
- Orchidaceae × Gymnigritella girodi Gillot. 1908
- Potamogetonaceae Potamogeton rivularis Gillot. 1887
- Rosaceae Crataegus oxyacantha-germanica Gillot . 1877
- Rosaceae Geum × billieti Gillot . 1894
- Rosaceae Rosa aeduensis Déségl. & Gillot. 1880
- Rosaceae Rosa anomala Ripart ex Déségl. & Gillot. 1880
- Rosaceae Rosa carionii Déségl. 1880
- Rosaceae Rosa lucandiana Déségl. & Gillot. 1880
- Rosaceae Rosa minuscula Ozanon & Gillot. 1881
- Rosaceae Rosa tephrophylla Gillot. 1900
- Rosaceae Rubus adenanthus Boulay & Gillot. 1900
- Rosaceae Rubus chloracanthus Boul. & Gillot. 1880
- Rosaceae Rubus elongatifolius Boulay & Gillot. 1908—1913
- Rosaceae Rubus lucandii Boulay & Gillot. 1900
- Rosaceae Rubus morvennicus Gillot. 1900
- Rosaceae Rubus obvallatus Boul. & Gillot. 1880
- Rosaceae Rubus spina-curva Boul. & Gillot. 1880
- Rosaceae Rubus trachypus Boul. & Gillot .1881
- Violaceae Viola cryana Royer ex Gillot. 1878
- Violaceae Viola picta Gillot. 1885

## Грибы, названные в честь Жилло
Пьер Андреа Саккардо и Алессандро Троттер назвали в честь Жилло род грибов Gillotia семейства Mycosphaerellaceae.